# Sportpalast Luschniki
Der Sportpalast Luschniki (russisch Дворец спорта Лужники, Dworez sporta Luschniki), früher auch Lenin-Sportpalast (russisch Дворец спорта имени В. И. Ленина) genannt, ist eine Sporthalle in der russischen Hauptstadt Moskau.

## Lage
Die Halle liegt im Olympiagelände Luschniki (russisch: Олимпийский комплекс «Лужники», Olimpijski kompleks «Luschniki»), das für die Olympischen Sommerspiele 1980 erbaut wurde.
Mit der Metro ist der Sportpalast über die Haltestelle Sportiwnaja (russisch: Спортивная) zu erreichen.

## Geschichte und Nutzung
Die Halle wurde mit einer Kapazität von 13.700 Zuschauern errichtet, doch heute können nur noch 11.500 Menschen dort Sport- und kulturelle Ereignisse verfolgen, nachdem das Areal des Olympiastadions Luschniki renoviert wurde.
In der Vergangenheit wurden hier Welt- und Europameisterschaften unter anderem in den Sportarten Eishockey, Turnen, Volleyball, Basketball usw. abgehalten.

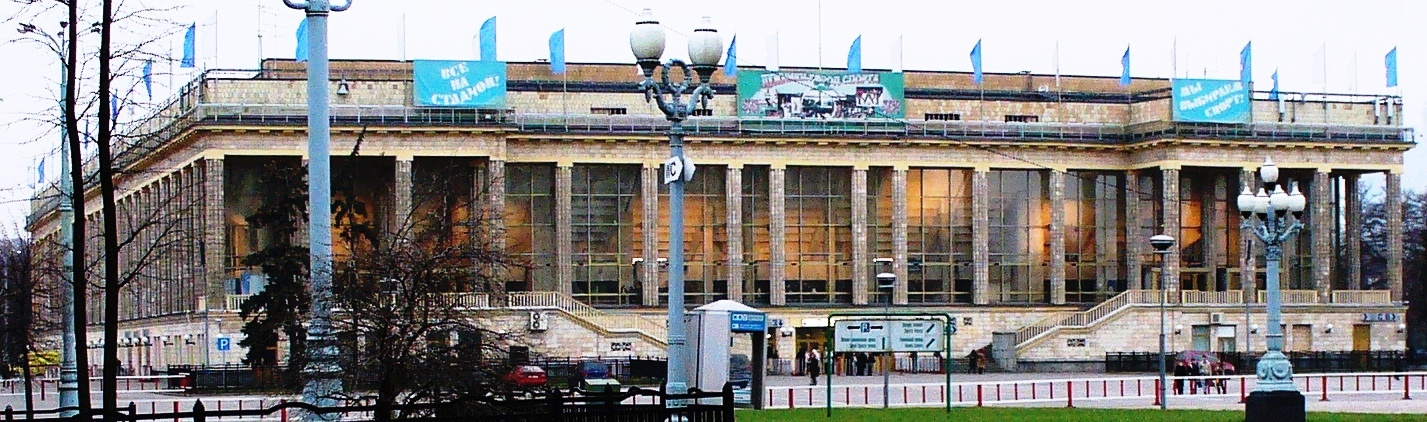
Die Малая спортивная арена Лужники (Kleine Luschniki Sportarena)

In den 2000er Jahren wurde der Sportpalast hauptsächlich für große Sportveranstaltungen, wie den Rosno-Cup im Eishockey genutzt. Die Eishockeymannschaft HK Dynamo Moskau trug den Großteil ihrer Heimspiele zwischen 2000 und 2015 in der ebenfalls zum Olympiakomplex gehörenden, kleineren Halle ("Малая лужники спортивная арена"), die bei Sportveranstaltungen 8.512 Zuschauern Platz bot. 2015 zog der HK Dynamo in den neu errichteten VTB-Eispalast mit bis zu 14.000 Plätzen um.
Vor der Saison 2016/17 zog der KHL-Teilnehmer HK Spartak Moskau temporär in die Malaja Arena des Sportpalastes, ehe er die Spielstätte zur folgenden Saison wieder verließ.